# Dosbox
DOSBox är en MS-dos-emulator med öppen källkod för ett flertal plattformar, såsom till exempel Windows, Linux och Mac OS Classic. Eftersom källkoden är fri så kan programmet kompileras till i stort sett vilken plattform som helst. Den kan köra de flesta MS-dos-program utan problem, men är skapad i första hand för gamla datorspel.